# Килшанхо
Килшанхо (англ. Kilshanchoe; ирл. Cill Seanchua) — деревня в Ирландии, находится в графстве Килдэр (провинция Ленстер) у региональной дороги R402.